# یان مونچکا
یان مونچکا (لهستانی: Jan Monczka؛ زادهٔ ۱۷ مه ۱۹۵۶) بازیگر، صداپیشه و کارگردان نمایش اهل لهستان است.

## گزیدهٔ نقش‌آفرینی‌ها

### سینما
- لالایی (۲۰۱۰)
- مرگ همچون یک تکه نان (۱۹۹۴)

### تلویزیون
- مرگ کم‌اهمیت (۲۰۲۱)
- پدر متیو (۲۰۱۷)
- فرابنفش (۲۰۱۷)
- مجرد (۲۰۱۶–۲۰۱۵)
- ۲ ایکس‌ال (۲۰۱۳)
- دوستان (۲۰۱۴–۲۰۱۲)
- دوران افتخار (۲۰۱۲)
- پیمان ورشو (۲۰۱۱)
- پدر متیو (۲۰۱۰)
- دهن‌به‌دهن (۲۰۱۰)
- هتل ۵۲ (۲۰۱۰)
- پیت‌بول (۲۰۰۸–۲۰۰۷)
- موج جرم و جنایت (۲۰۰۶)
- کارول: مردی که پاپ شد (تله‌فیلم، ۲۰۰۵)
- کارآگاهان جنایی (۲۰۰۵)
- طایفه (۱۹۹۹)
- در خوشی و سختی (۲۰۰۰–۱۹۹۹)
- صحنه جرم (۱۹۹۶)
- با گذشت روزها، از پس سال‌ها… (۱۹۸۰)